# Toxopterina vandergooti
Toxopterina vandergooti är en insektsart som först beskrevs av Carl Julius Bernhard Börner 1939.  Toxopterina vandergooti ingår i släktet Toxopterina och familjen långrörsbladlöss. Arten är reproducerande i Sverige. Inga underarter finns listade i Catalogue of Life.